# غزالی مشهدی
احمد غزالی مشهدی (درگذشته به سال ۹۹۵ق) از شاعران عهد صفوی است که به هند رفت و مقامی بلند یافت.

## زندگی
احمد غزالی طوسی مشهدی از شاعران ایرانی مشهور قرن دهم هجری و معاصر و هم دوره عرفی شیرازی، محتشم کاشانی و وحشی بافقی است. او در سال ۹۹۵ ق از دنیا رفت. وی در جوانی به دربار حکومت صفوی راه یافت. سپس به هندوستان گریخت و مورد توجه جلال الدین اکبر قرار گرفت.

## آثار
دیوان شعر و غزلیات وی بارها در هند و ایران چاپ شده‌است. از مهمترین تالیفات دیگر این شاعر بزرگ باید به مثنوی نقش بدیع و مرآت الکاینات اشاره کرد.

## نمونه مثنوی
| خاک دل آن روز که می‌بیختند    |  | شبنمی از عشق برو ریختند      |
| دل که بدان رشحه غم اندود شد  |  | بود کبابی که نمک سود شد      |
| دیدهٔ عاشق که دهد خون ناب     |  | هست همان خون که چکد زان کباب |
| بی اثر مهر چه آب و چه گل!    |  | بی نمک عشق چه سنگ و چه دل    |
| دل که ز عشق آتش سودا دروست   |  | قطرهٔ خونیست که دریا دروست    |
| به که نه مشغول به این دل شوی |  | کش ببری گریه چو غافل شوی     |
| نازکی دل سبب قرب تست         |  | گر شکند کار تو گردد درست!    |
| کار چنان کن که درین تیره خاک |  | دامن عصمت نکنی چاک چاک!      |
| عشق بلند آمد و دلبر غیور     |  | در ادب آویز و رها کن غرور    |
| روی بتان گرچه سراسر خوش است  |  | کشتهٔ آنیم که عاشق کش است     |